# Бијанко (Падова)
Бијанко је насеље у Италији у округу Падова, региону Венето.
Према процени из 2011. у насељу је живело 41 становника. Насеље се налази на надморској висини од 2 м.